# Reproduktion (Soziologie)
Unter Reproduktion versteht man in der Soziologie im Zusammenhang mit sozialen Systemen (soziale Reproduktion) neben der Neuerstellung auch die Aufrechterhaltung eines Zustandes (Reproduktion des Status quo in im Prinzip dynamischen Systemen).

## Produktion und Reproduktion
Zunächst kann Reproduktion als die Aufrechterhaltung bestehender sozialer und ökonomischer Verhältnisse betrachtet werden – diese bestehen nicht einfach fort, sondern müssen mittels Arbeit beständig reproduziert werden. In der marxistischen Tradition wird insbesondere unter Reproduktion die beständige Neuschaffung der Voraussetzungen für weitere Produktion verstanden, d. h. von Arbeitskraft und Produktionsmitteln, aber auch von Wissen. „Einfache Reproduktion“ bezeichnet die beständige Wiederherstellung der Grundlagen für ein Weiterlaufen der Produktion im gleichen Umfang, „erweiterte Reproduktion“ die Herstellung von Grundlagen für die Produktion in größerem Umfang („auf erweiterter Stufenleiter“). Entsprechend wird auch von der Reproduktion von sozialer Ungleichheit, von Macht- und Herrschaftsverhältnissen, Klassenstrukturen etc. gesprochen. Als ein wichtiges Medium der Sozialen Reproduktion, der Reproduktion sozialer Strukturen, gilt das Erziehungs- und Bildungssystem.

## Demografie und Reproduktion
In der Demografie bezeichnet Reproduktion die Aufrechterhaltung der Bevölkerung durch Erzeugung von Nachwuchs (Geburten), biologisch gesehen Vermehrung bzw. Fortpflanzung. Reproduktives Verhalten ist hier also auf das Zeugungs- bzw. Gebärverhalten bezogen. In einem engeren Sinn wird unter Reproduktion einer Bevölkerung verstanden, dass die Bevölkerung in etwa gleicher Zahl fortbesteht, die Abgänge also durch Neugeburten kompensiert werden können – in diesem Fall liegt die Nettoreproduktionsrate bei 1.

## Die Reproduktionssphäre
Von der Reproduktion der Arbeitskraft in dieser ersten Bedeutung ist eine weitere Verwendung des Begriffs abgeleitet, die jedoch auch Impulse aus der Demografie verarbeitet. Hier wird die Reproduktionssphäre insgesamt als ein von der Produktionssphäre abgesonderter sozialer Raum verstanden. Reproduktionsarbeit beinhaltet dann Tätigkeiten, die außerhalb der unmittelbaren Produktionssphäre liegen, insbesondere die Wiederherstellung und Aufrechterhaltung der Arbeitskraft, sowohl auf individueller als auch auf gesellschaftlicher Ebene. Als reproduktive Tätigkeiten gelten insbesondere Kinderbetreuung, -versorgung und -erziehung sowie Haus- und Familienarbeit – Arbeiten, die traditionell den Frauen zugeschrieben wurden. Der Begriff spiegelt in dieser Bedeutung eine realhistorische Entwicklung, nämlich die zunehmende räumliche und zeitliche Trennung zwischen Arbeit/Produktion und Privatsphäre/Reproduktion mit dem Aufkommen der Industriegesellschaft und vor allem des Fordismus.